# 兴根卡德
兴根卡德（Hinganghat）是印度马哈拉施特拉邦沃爾塔縣的一个城镇。总人口92325（2001年）。

## 人口
该地2001年总人口92325人，其中男性47921人，女性44404人；0—6岁人口10149人，其中男5399人，女4750人；识字率79.58%，其中男性为84.02%，女性为74.79%。